# Indirizzamento indiretto
L'indirizzamento indiretto è una tecnica utilizzata in informatica per la conservazione ed il recupero di un valore in una variabile.
In particolare si parla di indirizzamento indiretto se, per accedere ad un valore, si deve prima accedere ad una locazione di memoria ove è conservato l'indirizzo (della locazione di memoria) di quel valore.
Tale tecnica è usata per esempio quando viene invocato un sottoprogramma passando i riferimenti ad un parametro piuttosto che il valore del parametro. In questo modo la procedura chiamata è in grado di intervenire sul valore della variabile accedendo alla locazione di memoria in cui il valore è conservato.
In termini maccheronici si può pensare al seguente caso:
Supponete di voler telefonare al signor Rossi di cui non avete il numero e che non è presente sull'elenco telefonico, in tal caso dovrete prima chiamare un'altra persona che conosce il numero del signor Rossi e farvi dare il numero.